# Petit Le Mans 2019
Navigation
Édition précédente Édition suivante
La 22e édition du Petit Le Mans 2019 (officiellement appelé le 2019 Motul Petit Le Mans) a été une course de voitures de sport organisée sur le circuit de Road Atlanta eu Géorgie, aux États-Unis, qui s'est déroulée du 9 octobre 2019 au 12 octobre 2019. Il s'agissait de la douzième et dernière manche du championnat United SportsCar Championship 2019 et toutes les catégories de voitures du championnat ont participé à la course.

## Qualifications

### Classement de la course
- Les vainqueurs de chaque catégorie sont signalés par un fond jauni.

| Pos | Classe | no  | Écurie                                                   | Pilotes                                                | Châssis                        | Tours | Temps                |
| Pos | Classe | no  | Écurie                                                   | Pilotes                                                | Moteur                         | Tours | Temps                |
| --- | ------ | --- | -------------------------------------------------------- | ------------------------------------------------------ | ------------------------------ | ----- | -------------------- |
| 1   | DPi    | 31  | Whelen Engineering Racing                                | Felipe Nasr Pipo Derani Eric Curran                    | Cadillac DPi-V.R               | 465   | 10 h 00 min 40 s 809 |
| 1   | DPi    | 31  | Whelen Engineering Racing                                | Felipe Nasr Pipo Derani Eric Curran                    | Cadillac 5,5 l V8 Atmo         | 465   | 10 h 00 min 40 s 809 |
| 2   | DPi    | 10  | Konica Minolta Cadillac DPi-V.R                          | Renger van der Zande Jordan Taylor Matthieu Vaxiviere  | Cadillac DPi-V.R               | 465   | + 0 s 996            |
| 2   | DPi    | 10  | Konica Minolta Cadillac DPi-V.R                          | Renger van der Zande Jordan Taylor Matthieu Vaxiviere  | Cadillac 5,5 l V8 Atmo         | 465   | + 0 s 996            |
| 3   | DPi    | 7   | Acura Team Penske                                        | Hélio Castroneves Ricky Taylor Graham Rahal            | Acura ARX-05                   | 465   | + 9 s 842            |
| 3   | DPi    | 7   | Acura Team Penske                                        | Hélio Castroneves Ricky Taylor Graham Rahal            | Acura AR35TT 3,5 l V6 Turbo    | 465   | + 9 s 842            |
| 4   | DPi    | 6   | Acura Team Penske                                        | Dane Cameron Juan Pablo Montoya Simon Pagenaud         | Acura ARX-05                   | 464   | + 1 tour             |
| 4   | DPi    | 6   | Acura Team Penske                                        | Dane Cameron Juan Pablo Montoya Simon Pagenaud         | Acura AR35TT 3,5 l V6 Turbo    | 464   | + 1 tour             |
| 5   | DPi    | 84  | JDC Miller Motorsports                                   | Simon Trummer Stephen Simpson Chris Miller             | Cadillac DPi-V.R               | 464   | + 1 tour             |
| 5   | DPi    | 84  | JDC Miller Motorsports                                   | Simon Trummer Stephen Simpson Chris Miller             | Cadillac 5,5 l V8 Atmo         | 464   | + 1 tour             |
| 6   | DPi    | 77  | Mazda Team Joest                                         | Oliver Jarvis Tristan Nunez Timo Bernhard              | Mazda RT24-P                   | 463   | + 2 tours            |
| 6   | DPi    | 77  | Mazda Team Joest                                         | Oliver Jarvis Tristan Nunez Timo Bernhard              | Mazda MZ-2.0T 2,0 l I4 Turbo   | 463   | + 2 tours            |
| 7   | DPi    | 5   | Mustang Sampling Racing                                  | João Barbosa Filipe Albuquerque Mike Conway            | Cadillac DPi-V.R               | 459   | + 6 tours            |
| 7   | DPi    | 5   | Mustang Sampling Racing                                  | João Barbosa Filipe Albuquerque Mike Conway            | Cadillac 5,5 l V8 Atmo         | 459   | + 6 tours            |
| 8   | DPi    | 54  | CORE Autosport                                           | Jonathan Bennett Colin Braun Romain Dumas              | Nissan Onroak DPi              | 457   | + 8 tours            |
| 8   | DPi    | 54  | CORE Autosport                                           | Jonathan Bennett Colin Braun Romain Dumas              | Nissan VR38DETT 3,8 l V6 Turbo | 457   | + 8 tours            |
| 9   | DPi    | 85  | JDC Miller Motorsports                                   | Mikhail Goikhberg Tristan Vautier Juan Piedrahita (en) | Cadillac DPi-V.R               | 446   | + 19 tours           |
| 9   | DPi    | 85  | JDC Miller Motorsports                                   | Mikhail Goikhberg Tristan Vautier Juan Piedrahita (en) | Cadillac 5,5 l V8 Atmo         | 446   | + 19 tours           |
| 10  | GTLM   | 62  | Risi Competizione                                        | James Calado Alessandro Pier Guidi Daniel Serra        | Ferrari 488 GTE                | 434   | + 31 tours           |
| 10  | GTLM   | 62  | Risi Competizione                                        | James Calado Alessandro Pier Guidi Daniel Serra        | Ferrari F154CB 3,9 l V8 Turbo  | 434   | + 31 tours           |
| 11  | GTLM   | 67  | Ford Chip Ganassi Racing                                 | Ryan Briscoe Richard Westbrook Scott Dixon             | Ford GT                        | 434   | + 31 tours           |
| 11  | GTLM   | 67  | Ford Chip Ganassi Racing                                 | Ryan Briscoe Richard Westbrook Scott Dixon             | Ford EcoBoost 3,5 l V6 Turbo   | 434   | + 31 tours           |
| 12  | GTLM   | 25  | BMW Team RLL                                             | Tom Blomqvist Connor De Phillippi Colton Herta         | BMW M8 GTE                     | 433   | + 32 tours           |
| 12  | GTLM   | 25  | BMW Team RLL                                             | Tom Blomqvist Connor De Phillippi Colton Herta         | BMW S63 4,0 l V8 Bi-Turbo      | 433   | + 32 tours           |
| 13  | GTLM   | 3   | Corvette Racing                                          | Antonio García Jan Magnussen Mike Rockenfeller         | Chevrolet Corvette C7.R        | 433   | + 32 tours           |
| 13  | GTLM   | 3   | Corvette Racing                                          | Antonio García Jan Magnussen Mike Rockenfeller         | Chevrolet LT 5,5 l V8 Atmo     | 433   | + 32 tours           |
| 14  | GTLM   | 912 | Porsche GT Team                                          | Earl Bamber Laurens Vanthoor Mathieu Jaminet           | Porsche 911 RSR                | 433   | + 32 tours           |
| 14  | GTLM   | 912 | Porsche GT Team                                          | Earl Bamber Laurens Vanthoor Mathieu Jaminet           | Porsche 4,0 l Flat-6 Atmo      | 433   | + 32 tours           |
| 15  | GTLM   | 911 | Porsche GT Team                                          | Patrick Pilet Nick Tandy Frédéric Makowiecki           | Porsche 911 RSR                | 432   | + 33 tours           |
| 15  | GTLM   | 911 | Porsche GT Team                                          | Patrick Pilet Nick Tandy Frédéric Makowiecki           | Porsche 4,0 l Flat-6 Atmo      | 432   | + 33 tours           |
| 16  | GTLM   | 4   | Corvette Racing                                          | Oliver Gavin Tommy Milner Marcel Fässler               | Chevrolet Corvette C7.R        | 431   | + 34 tours           |
| 16  | GTLM   | 4   | Corvette Racing                                          | Oliver Gavin Tommy Milner Marcel Fässler               | Chevrolet LT 5,5 l V8 Atmo     | 431   | + 34 tours           |
| 17  | GTLM   | 66  | Ford Chip Ganassi Racing                                 | Joey Hand Dirk Müller Sébastien Bourdais               | Ford GT                        | 430   | + 35 tours           |
| 17  | GTLM   | 66  | Ford Chip Ganassi Racing                                 | Joey Hand Dirk Müller Sébastien Bourdais               | Ford EcoBoost 3,5 l V6 Turbo   | 430   | + 35 tours           |
| 18  | GTD    | 96  | Turner Motorsport                                        | Bill Auberlen Robby Foley Dillon Machavern             | BMW M6 GT3                     | 418   | + 47 tours           |
| 18  | GTD    | 96  | Turner Motorsport                                        | Bill Auberlen Robby Foley Dillon Machavern             | BMW P63 4,4 l V8 Turbo         | 418   | + 47 tours           |
| 19  | GTD    | 29  | Montaplast avec Land Motorsport                          | Daniel Morad Christopher Mies Ricky Feller             | Audi R8 LMS Evo                | 418   | + 47 tours           |
| 19  | GTD    | 29  | Montaplast avec Land Motorsport                          | Daniel Morad Christopher Mies Ricky Feller             | Audi 5,2 l V10 Atmo            | 418   | + 47 tours           |
| 20  | GTD    | 9   | Pfaff Motorsports                                        | Scott Hargrove Zacharie Robichon Lars Kern             | Porsche 911 GT3 R              | 418   | + 47 tours           |
| 20  | GTD    | 9   | Pfaff Motorsports                                        | Scott Hargrove Zacharie Robichon Lars Kern             | Porsche 4,0 l Flat-6 Atmo      | 418   | + 47 tours           |
| 21  | GTD    | 33  | Mercedes-AMG Team Riley Motorsports                      | Jeroen Bleekemolen Ben Keating Felipe Fraga            | Mercedes-AMG GT3               | 417   | Abandon              |
| 21  | GTD    | 33  | Mercedes-AMG Team Riley Motorsports                      | Jeroen Bleekemolen Ben Keating Felipe Fraga            | Mercedes-AMG M159 6,2 l V8     | 417   | Abandon              |
| 22  | DPi    | 50  | Juncos Racing                                            | William Owen René Binder Spencer Pigot                 | Cadillac DPi-V.R               | 417   | + 48 tours           |
| 22  | DPi    | 50  | Juncos Racing                                            | William Owen René Binder Spencer Pigot                 | Cadillac 5,5 l V8 Atmo         | 417   | + 48 tours           |
| 23  | GTD    | 63  | WeatherTech Racing                                       | Cooper MacNeil Toni Vilander Jeff Westphal             | Ferrari 488 GT3                | 4177  | + 48 tours           |
| 23  | GTD    | 63  | WeatherTech Racing                                       | Cooper MacNeil Toni Vilander Jeff Westphal             | Ferrari F154CB 3,9 l V8 Turbo  | 4177  | + 48 tours           |
| 24  | GTD    | 48  | Paul Miller Racing                                       | Bryan Sellers Corey Lewis Marco Seefried               | Lamborghini Huracán GT3 Evo    | 417   | + 48 tours           |
| 24  | GTD    | 48  | Paul Miller Racing                                       | Bryan Sellers Corey Lewis Marco Seefried               | Lamborghini 5,2 l V10 Atmo     | 417   | + 48 tours           |
| 25  | GTD    | 57  | Heinricher Racing avec Meyer Shank Racing                | Katherine Legge Christina Nielsen Beatriz Figueiredo   | Acura NSX GT3 Evo              | 417   | + 48 tours           |
| 25  | GTD    | 57  | Heinricher Racing avec Meyer Shank Racing                | Katherine Legge Christina Nielsen Beatriz Figueiredo   | Acura 3,5 l V6 Turbo           | 417   | + 48 tours           |
| 26  | GTLM   | 24  | BMW Team RLL                                             | Jesse Krohn John Edwards Philipp Eng                   | BMW M8 GTE                     | 412   | + 53 tours           |
| 26  | GTLM   | 24  | BMW Team RLL                                             | Jesse Krohn John Edwards Philipp Eng                   | BMW S63 4,0 l V8 Bi-Turbo      | 412   | + 53 tours           |
| 27  | GTD    | 44  | Magnus Racing                                            | Andy Lally John Potter Spencer Pumpelly                | Lamborghini Huracán GT3 Evo    | 401   | + 64 tours           |
| 27  | GTD    | 44  | Magnus Racing                                            | Andy Lally John Potter Spencer Pumpelly                | Lamborghini 5,2 l V10 Atmo     | 401   | + 64 tours           |
| 28  | GTD    | 14  | AIM Vasser-Sullivan                                      | Richard Heistand Jack Hawksworth Parker Chase          | Lexus RC F GT3                 | 329   | + 136 tours          |
| 28  | GTD    | 14  | AIM Vasser-Sullivan                                      | Richard Heistand Jack Hawksworth Parker Chase          | Lexus 5,0 l V8                 | 329   | + 136 tours          |
| 29  | GTD    | 47  | Precision Performance Motorsports (en)                   | Brandon Gdovic (en) Don Yount Shinya Michimi (pl)      | Lamborghini Huracán GT3 Evo    | 317   | Abandon              |
| 29  | GTD    | 47  | Precision Performance Motorsports (en)                   | Brandon Gdovic (en) Don Yount Shinya Michimi (pl)      | Lamborghini 5,2 l V10 Atmo     | 317   | Abandon              |
| 30  | GTD    | 12  | AIM Vasser-Sullivan                                      | Frankie Montecalvo Townsend Bell Aaron Telitz          | Lexus RC F GT3                 | 219   | + 246 tours          |
| 30  | GTD    | 12  | AIM Vasser-Sullivan                                      | Frankie Montecalvo Townsend Bell Aaron Telitz          | Lexus 5,0 l V8                 | 219   | + 246 tours          |
| 31  | GTD    | 86  | Meyer Shank Racing avec Curb Agajanian Performance Group | Mario Farnbacher Trent Hindman Justin Marks            | Acura NSX GT3 Evo              | 201   | Abandon              |
| 31  | GTD    | 86  | Meyer Shank Racing avec Curb Agajanian Performance Group | Mario Farnbacher Trent Hindman Justin Marks            | Acura 3,5 l V6 Turbo           | 201   | Abandon              |
| 32  | LMP2   | 52  | PR1/Mathiasen Motorsports                                | Matt McMurry Gabriel Aubry Dalton Kellett (en)         | Oreca 07                       | 201   | Abandon              |
| 32  | LMP2   | 52  | PR1/Mathiasen Motorsports                                | Matt McMurry Gabriel Aubry Dalton Kellett (en)         | Gibson GK428 4,2 l V8 Atmo     | 201   | Abandon              |
| 33  | DPi    | 55  | Mazda Team Joest                                         | Jonathan Bomarito Harry Tincknell Olivier Pla          | Mazda RT24-P                   | 196   | Abandon              |
| 33  | DPi    | 55  | Mazda Team Joest                                         | Jonathan Bomarito Harry Tincknell Olivier Pla          | Mazda MZ-2.0T 2,0 l I4 Turbo   | 196   | Abandon              |
| 34  | LMP2   | 38  | Performance Tech Motorsports                             | Kyle Masson Cameron Cassels Andrew Evans               | Oreca 07                       | 65    | Abandon              |
| 34  | LMP2   | 38  | Performance Tech Motorsports                             | Kyle Masson Cameron Cassels Andrew Evans               | Gibson GK428 4,2 l V8 Atmo     | 65    | Abandon              |

## Pole position et record du tour
- Pole position :  Felipe Nasr (#31 Whelen Engineering Racing) en 1 min 08 s 457
- Meilleur tour en course :  Felipe Nasr (#31 Whelen Engineering Racing) en 1 min 08 s 869

## Tours en tête
- no 31 Cadillac DPi-V.R - Whelen Engineering Racing: 165 tours (1-135 / 154-158 / 180-186 / 448-465)[2]
- no 5 Cadillac DPi-V.R - Mustang Sampling Racing: 150 tours (136-151 / 159-178 / 187-206 / 209-234 / 342-345 / 357-374 / 384-404 / 413-430 / 441-447)
- no 77 Mazda RT24-P - Mazda Team Joest : 109 tours (152-153 / 179 / 207-208 / 235-239 / 264-266 / 272-295 / 301-324 / 329-341 / 346-353 / 375-383 / 405-412 / 431-440)
- no 10 Cadillac DPi-V.R - Konica Minolta Cadillac DPi-V.R : 19 tours (240-241 / 267-271 / 296-300 / 325-328 / 354-356)
- no 6 Acura ARX-05 - Acura Team Penske: 22 tours (242-263)

## À noter
- Longueur du circuit : 2,54 miles
- Distance parcourue par les vainqueurs : 1 181,1 miles